# Papa Pelagius I
Papa Pelagius I (n. 505 d.Hr., Roma, Regatul Ostrogot⁠(d) – d. 4 martie 561 d.Hr., Roma, Imperiul Roman de Răsărit) a fost papă al Romei din 16 aprilie 556 până în 4 martie 561.

## Originea
Papa Pelagius descindea dintr-o nobilă familie romană, tatăl său, Ioan, era vicar pe una din cele două dioceze civile sau districte, după cum era împărțită Italia.

## Activitatea înainte de alegere
Pelagius l-a însoțit pe Papa Agapet I la Constantinopol și a fost numit de acesta nunțiu apostolic al Bisericii Romane la Constantinopol. Pelagius, diaconul noului papă, Vigiliu, a fost închis de către împăratul răsăritean Iustinian, care încerca astfel să-l silească pe papă să condamne scrierile unor adepți a liniei ortodoxe.
Când Papa Vigiliu a mers la Constantinopol la ordinele împăratul răsăritean, Iustinian I, Pelagius, a rămas la Roma cu funcția de reprezentant al papei. Totila, regele goților a început o blocadă împotriva orașului, iar Pelagius cu ajutorul banilor din averea sa personală, dorind să-i salveze pe cetățenii orașului înfometați și speriați, a încercat să-l aducă pe rege la un armistițiu. Deși încercarea a eșuat, după aceea Pelagius a reușit să-l convingă pe Totila să cruțe viața oamenilor capturați când a cucerit în 546 Roma. Totila l-a trimis pe Pelagius la Constantinopol cu ordinul de a aranja o pace cu Iustinian, însă împăratul l-a trimis înapoi să-i spună regelui got, că generalul său Belisarie comandă în Italia.

## Alegerea  și activitatea papei
Pelagius a fost ales papă ca și candidat al împăratului Iustinian. După alegere, Papa Pelagius s-a străduit enorm să salveze populația Romei și Italiei după războaiele dintre cei doi rivali, a reorganizat finanțele papale, a reformat ordinele monahale și clerul roman, care decăzuseră în timpul predecesorilor săi.
Papa Pelagius I la început s-a opus eforturilor lui Iustinian de a condamna "Cele Trei Capitole" în încercarea sa nereușită de a reconcilia teologic fracțiunile din biserica creștină (linia ortodoxă și cea monofizită), după aceea însă a fost nevoit să adopte poziția lui împăratului răsăritean. Acest lucru a scăzut reputația papalității în nordul Italiei, în Galia și în oricare altă parte a Europei de Vest, iar succesorii săi timp de 50 de ani au avut nevoie de un efort uriaș, pentru a restabili supremația papalității.